# پل موران
پل موران (به فرانسوی: Paul Morand) نویسنده قرن  یستممیلادی اهل فرانسه بود.